# NGC 5768
NGC 5768 ist eine 12,8 mag helle Spiralgalaxie mit ausgeprägten Emissionslinien vom Hubble-Typ Sc im Sternbild Waage auf der Ekliptik und etwa 87 Millionen Lichtjahre von der Milchstraße entfernt. 
Sie wurde am 14. April 1785 von Wilhelm Herschel mit einem 18,7-Zoll-Spiegelteleskop entdeckt, der sie dabei mit „vF, just north of a small star“ beschrieb.